# Хобда
Хо́бда (каз. Қобда, в верховье Большая Хобда) — река, левый приток Илека (бассейн Урала). Берёт начало в западных отрогах Мугоджарских гор, течёт на северо-запад по Подуральскому плато в Актюбинской области Казахстана, устье на границе Оренбургской области. Длина реки составляет 225 км. Площадь водосборного бассейна — 14,7 тыс. км².

## Название
Название реки, предположительно, монгольского происхождения: от монгольского хобо, ховоо — «рытвина», «яма», «канава».
В казахстанских русскоязычных источниках может встречаться вариант наименования Кобда.

## Физико-географическая характеристика

### Географическое положение

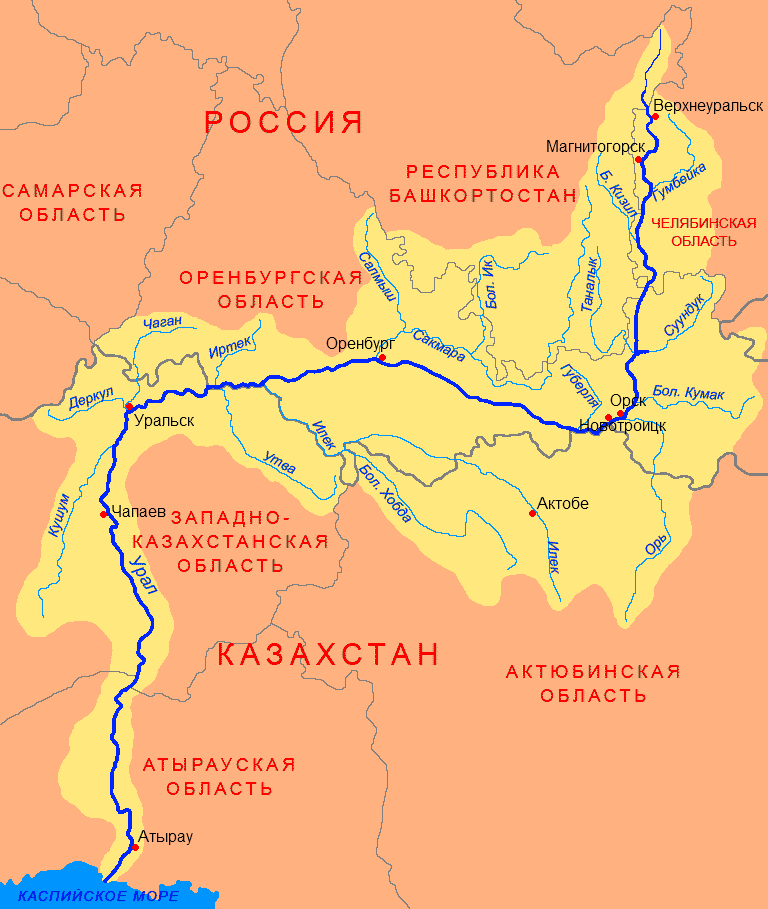
Бассейн Урала. Большая Хобда — в центре

В верховьях река носит название Большая Хобда. Её начало отсчитывается от слияния рек Карахобда (справа) и Сарыхобда (слева), стекающих с западных склонов Мугоджарских гор. Высота истока Большой Хобды составляет 160 м над уровнем моря. Русло получает название Хобда после впадения реки Малая Хобда с правой стороны.
Река течёт по Подуральскому плато в северо-западном направлении. По 17-километровому участку русла перед устьем организована государственная граница между Россией и Казахстаном. Устье реки находится в 184 км от устья реки Илек по левому берегу. Высота устья — 86,4 м над уровнем моря.

### Населённые пункты на реке
На Хобде располагаются такие достаточно крупные сёла, как Кобда (ранее Новоалексеевка), Жиренкопа, Жарык. Неподалёку от устья реки на российской стороне находится село Покровка.

### Гидрология
Длина русла от начала Большой Хобды до устья составляет 225 км. Если же считать длину от истока Карахобды, значение составляет 363 км. Площадь водосборного бассейна — 14,7 тыс. км². Средний уклон реки составляет 0,4 ‰.
Река в целом мелководна. Русло складывается из чередующихся извилистых и относительно прямолинейных участков. Коэффициент извилистости составляет 1,36. Ширина и глубина Хобды весьма неравномерны. Так, ширина варьируется от 20 до 200—250 м, а глубина — от 0,5—1 м на перекатах до 5—6 м на плёсах. Дно в основном песчаное. Берега подвержены размыву. В низовьях многочисленны протоки и озёра-старицы.
Среднемноголетний расход воды в устье составляет 11 м³/с, объём стока — 0,347 км³/год. Значения расхода воды и объёма стока, измеренные возле села Кобда, составляют 6,23 м³/с и 0,197 км³/год соответственно. В течение года расход воды может изменяться от 650 м³/с в половодье до 3 м³/с в межень.
Питание в основном снеговое. Некоторый вклад в режим питания вносят и грунтовые воды. Половодье, начинающееся в середине апреля, выражено очень ярко: в этот период проходит около 90 % годового стока. Во время летне-осенней межени в отдельные засушливые годы русло в верхнем и среднем течении может прерываться, разбиваясь на отдельные плёсы. Ледостав наступает в конце ноября. Зимой мелководные участки могут промерзать до дна.
Минерализация воды гидрокарбонатного типа, составляет 500—1000 мг/л.

### Основные притоки
С правой стороны в Хобду впадают реки Терсаккан и Тамды, с левой — Саукаин.

## Флора и фауна
Бассейн реки расположен в степной зоне. Преобладают ковыльно-разнотравные и полынно-злаковые ландшафты на чернозёмных и тёмно-каштановых почвах с отдельными участками солонцов. В долинах рек произрастают луга, заросли кустарников и рощи из тополя, осины и берёзы. В пойме Хобды на территории Оренбургской области встречается телиптерис болотный, а в степи — астрагал почти-дуговидный, занесённые в Красную книгу Оренбургской области и охраняемый также в некоторых других регионах России.
Речные воды богаты рыбой. Отмечены случаи захода белуги в Хобду из Илека. Неподалёку от реки попадаются такие охраняемые животные, как круглоголовка-вертихвостка, разноцветная ящурка, узорчатый полоз, европейский тювик, курганник, степной орёл, могильник, дрофа, филин, сизоворонка, чёрный жаворонок, горная чечётка, тарбаганчик. В XX веке в низовьях Хобды встречался выхухоль.

## Хозяйственное использование
Воды Хобды и её притоков интенсивно используются для орошения полей. В бассейне реки организовано большое количество прудов и малых водохранилищ. Пойменные участки используются для разведения птиц и рыб.
В 2015 году проводилось зарыбление реки карпом, белым амуром и толстолобиком.
На берегах Хобды разведаны залежи каменного угля.

## Данные водного реестра России
По данным государственного водного реестра России относится к Уральскому бассейновому округу, водохозяйственный участок реки — Илек. Речной бассейн реки — Урал (российская часть бассейна).
Код объекта в государственном водном реестре — 12010000912112200008574.